# الشركة العمانية للتنمية السياحية (عمران)
الشركة العمانية للتنمية السياحية  هي شركة مملوكة للحكومة في سلطنة عمان تم تكليفها بدعم الاستثمار والنمو وتطوير قطاع السياحة في سلطنة عمان. أنشئت في عام 2005،  وهم المطورين الرئيسيين للتطورات السياحية والتراثية والعمرانية الكبرى.

## التطورات والأصول والمشاريع المشتركة

### الشركاء / الاستثمارات المشتركة
- سرايا بندر الجصة [3]
- موسيتير ال ال سي
- اوراسكوم للفنادق والتنمية
- مجموعة الفطيم
- شركة عمان الوطنية لتطوير الاستثمارات
- شركة تطوير الدقم [4]
- داماك العقارية ذ م م

### الشركات التابعة
في عام 2014، تم إنشاء ثلاث شركات جديدة تابعة لشركة عمران لاستيعاب ولاية عمران التشغيلية الجديدة.
- الشركة الوطنية العمانية للضيافة هي شركة تشغيل ضيافة. في الوقت الحالي، تدير الشركة الوطنية العمانية للضيافة فندقين تحت اسم العلامة التجارية "Atana" - أول سلسلة فنادق محلية في سلطنة عمان.[6]
- الشركة العمانية لتطوير التراث وإدارة المشاريع هي شركة تابعة مكرسة لإدارة السياحة في مواقع التراث والثقافة العمانية.
- شركة عمان لإدارة المشاريع والتنمية هي المسؤولة عن تطوير وتنفيذ المشاريع السياحية في جميع أنحاء السلطنة. تم تكليف الشركة بالعمل على المشروعات الصغيرة والمتوسطة لعمران ووزارة السياحة وتنفيذ مشاريع الأصول الفردية والبنية التحتية السياحية ذات الصلة.

### التطورات
تم الانتهاء من العديد من التطورات مؤخرًا أو جارية: 
- مركز عُمان للمؤتمرات والمعارض (OCEC) - من المقرر افتتاحه في عام 2017، وسيشتمل مجمع OCEC الأكبر (وادي عرفان) على أربعة فنادق، ومجمع للأعمال التجارية، ومناطق التسوق بالتجزئة، والمناطق السكنية، وتحيط به محمية طبيعية.[8] ستشمل OCEC المكتملة أيضًا أكبر قاعة جلوس ثابتة في دول مجلس التعاون الخليجي (3200 مقعدًا) وأكبر هيكل لوقوف السيارات في سلطنة عمان (4200 مكان)، وأكبر محطة تبريد في البلاد (32500 طن تبريد)، أكبر مساحة للحديد الصلب (80 متر) دعم قاعات المعارض وأكبر قبة في عمان (تمتد 120 متر).
- العرفان للتنمية العمرانية - تفكر الحكومة العمانية في وضع خطة رئيسية لإنشاء مركز مدينة جديد يطل على موقع مطار مسقط الدولي وبالقرب من مركز عمان للمؤتمرات والمعارض. في عام 2014، [9] عينت حكومة عُمان رسميًا عمران كمطور لمركز حي العرفان الحضري، وهو أكبر مشروع تنموي حضري في السلطنة. ستقوم بإنشاء منطقة وسط المدينة الجديدة لمنطقة العاصمة مسقط والتي ستضع نموذجًا للتخطيط لمدن حديثة أخرى في جميع أنحاء السلطنة.
- يقع فندق W Hotel - 5 نجوم في حي شاطى القرم في مسقط، بجوار دار الأوبرا الملكية. بمجرد الانتهاء من ذلك، سيغطي الفندق مساحة أرضية إجمالية تبلغ حوالي 46000 متر مربع على 9 مستويات، وسيتم تشغيله من قبل فنادق ومنتجعات ستاروود وسيضم 287 غرفة وجناح فندقي، بما في ذلك 29 جناحًا و 4 أجنحة خاصة وفيلا ملكية واحدة. سيضم الفندق أيضًا مرافق سبا، وأماكن متعددة لتناول الطعام، وحمامات سباحة وميزات مائية، ومركزًا للياقة البدنية، وقاعة رقص، وقاعات اجتماعات، ومساحة لتجارة التجزئة ومركزًا لرجال الأعمال.[10]
- فنادق Atana - الاسم العربي "Atana" والذي يترجم باسم «جاء إلينا» هو أول علامة تجارية للفنادق العمانية في السلطنة.[11] تدير Atana Hotels فندقان تديرهما الشركة الوطنية العمانية للضيافة ذ.م.م. في مسندم وخصب.
- مطعم البليد للمأكولات البحرية [12] - يقع على مساحة 13000 متر مربع من الساحل المواجه لبحيرة على بحر العرب، ويضم مطعم البليد للمأكولات البحرية مطعمًا داخليًا يضم 60 مقعدًا وبوفيهًا ومنطقة لتناول الطعام في الهواء الطلق تحتوي على 50 مقعدًا بالإضافة إلى 30 مقعدًا على السطح منطقة.[13]
- استراحة المناطق - تقع استراحة قريات سور على مقربة من الموقع السياحي لمنطقة بيمه سينكول وهو المشروع الرائد في مفهوم «مناطق الاستراحة» في عمران - لتطوير شبكة وطنية من مناطق الراحة على طول الطرق الرئيسية والطرق السريعة في سلطنة عمان. بدأ البناء في 18 سبتمبر 2013 مع الانتهاء من المشروع في عام 2015.[14] [15]

### الأصول
بالإضافة إلى مشاريعها واستثماراتها، فإن عمران مسؤول أيضًا عن مجموعة من منتجعات الفنادق والأصول السياحية تحت مستويات مختلفة من الإشراف والإدارة. بعض هذه الشركات مملوكة من قبل عمران بينما يتم إدارة بعضها نيابة عن آخرين.
يوجد حاليًا 10 عقارات في محفظة إدارة الأصول في عمران بما في ذلك:  
- عليلة جبل الأخضر [17] يقع عليلا جبل الأخضر على ارتفاع 2000 متر فوق مستوى سطح البحر على بعد ساعتين بالسيارة من مسقط، وهو أول مشروع منتجع في منطقة جبل الأخضر العمانية. المنتجع، الذي تديره شركة فنادق ومنتجعات آسيوية Alila Hotels & Resorts ، [18] في مارس 2015، حصل العقار على شهادة LEED الفضية في نظام تصنيف تصميم المباني والبناء للتشييد الجديد من قبل مجلس المباني الخضراء الأمريكي.[19] تجعل هذه الشهادة «العليلة جبل الأخضر» أول تطوير في سلطنة عمان تحصل على العلامة البيئية.
- فندق إنتركونتيننتال مسقط - إنتركونتيننتال مسقط هو واحد من أطول فنادق الخمس نجوم في المدينة ولديه 258 غرفة نزلاء، عشرة أجنحة، ستة مطاعم وبارات، ومرافق مأدب كبيرة.[20] الموقع الذي تبلغ مساحته 35 فدانًا يملكه ويديره عمران.[21]
- Millennium Resort Mussanah [22] موقع سابقًا لدورة الألعاب الآسيوية الشاطئية الثانية - يعمل Millennium Resort - Mussanah كوجهة سياحية وسكنية متعددة الاستخدامات.[23]
- City Hotel Duqm [24] - فندق من فئة 3 نجوم بناه عمران في الدقم بمنطقة الوسطى. تم افتتاح الافتتاح الناعم للفندق في مايو 2012 وتم افتتاحه رسميًا في ديسمبر 2012.[25] يتكون الفندق من 120 غرفة مع خيارات من أسرة مفردة ومزدوجة وتوأم و 5 غرف جناح.
- فندق كراون بلازا الدقم - يقع في مدينة الدقم الجديدة على الساحل الشرقي لسلطنة عمان، هذا الفندق ذو الـ 4 نجوم ومركز لرجال الأعمال يقدم خدمات ميناء الدقم والحوض الجاف. يحتوي فندق Crowne Plaza Duqm على 213 غرفة وجناح.
- Golden Tulip Dibbah [26] - تم افتتاحه في عام 2006 ‚يعتبر Golden Tulip Resort in Dibbah ملكية من فئة ثلاث نجوم مع 54 غرفة‚ مقاهي ومطاعم club ونادي صحي.
- مركز رأس الجنز العلمي - تم إنشاء مركز رأس الجنز العلمي من قبل وزارة السياحة Oman مع شركة عمان للغاز الطبيعي المسال. يقع المركز في محمية رأس الحد للسلاحف، وهو موقع تعشيش عالمي معروف للسلاحف الخضراء. تولى عمران إدارة النزل البيئي والمكون من 19 غرفة والمركز العلمي في سبتمبر 2009.[27]
- منتجع جزيرة مصيرة [28] - يقع منتجع جزيرة مصيرة في أكبر جزيرة مصيرة في عمان، ويقع على بعد 15 كم قبالة الساحل الجنوبي الشرقي لسلطنة عمان.
- Atana Khasab - جزء من سلسلة الفنادق العمانية المحلية Atana ، يقع المنتجع ذو الـ 4 نجوم في شبه جزيرة مسندم.[29]
- يقع منتجع Atana Musandam - Atana Musandam Resort في الطرف الشمالي من شبه جزيرة Musandam بالقرب من مطار خصب. تم افتتاح هذا المنتجع في يوليو 2014 وتم تزيينه بالفن العماني الحديث. يحتوي Atana Musandam Resort على 105 غرفة وجناح، كل منها يطل على بحر مسندم أو الجبال المحيطة.[30]

### الانضمام للمغامرات
- جبل السيفة [31] - تقع منطقة جبل السيفة على بعد 45 كيلومترًا من مسقط، وهي عبارة عن تطوير مجمع السياحة المتكاملة (ITC) الذي تبلغ مساحته 6.2 مليون متر مربع، ويضم 950 منزلًا، وأربعة فنادق بما في ذلك Sifawy Boutique Hotel (55)، و Missoni (250) غرفة، و Four Season (200) غرفة، و Banyan Tree (240) غرفة، وملعب غولف قياسي بـ 18 حفرة PGA ، ومنافذ للبيع بالتجزئة ومرسى داخلي بطول 200 مرسى. تم افتتاح الافتتاح الهادئ لفندق Sifawy في سبتمبر 2011. تم الافتتاح الناعم لمرسى 200 مرسى في مارس 2012، وتم الافتتاح الرسمي لكل من فندق ومرسى سيفاوي في 1 مايو 2012.[32]
- حوانا صلالة - تمتد على مساحة 15.6 مليون متر مربع، [33] حوانا صلالة هو مجمع سياحي متكامل، يضم 1150 شقة وفيلا للتملك الحر الفخم، ومنافذ للتسوق والتجزئة، أربعة فنادق بما في ذلك Juweira (65) غرفة، Movenpick (392)) غرف، و Rotana (400) غرفة، و Club Med (440) غرف، وملعبين للغولف PGA 18 حفرة قياسي ومرسى داخلي 200 رصيف.[34]
- Al Baleed Resort - يقع في منطقة ظفار في سلطنة عمان، وسيضم المنتجع 106 شاليهات من غرفة نوم واحدة أو غرفتين أو ثلاث غرف نوم. يضم المبنى الرئيسي للفندق 28 غرفة ومجموعة من المرافق الترفيهية.[35]
- دقم فرونتير تاون - تأسست شركة دقم للتطوير ش.م.ع.م (DDC) في عام 2010 كمشروع مشترك بين 50 و 50 شركة عمانية وشركة دايو لبناء السفن والهندسة البحرية العمانية «DSME عُمان» لتطوير شركة دقم فرونتير تاون.[36] يغطي مشروع 36.7 مليون ريال عماني مختلف مراحل التطوير التي ستوفر الوحدات السكنية والمتاجر والعديد من المرافق الأخرى في منطقة الدقم الجافة.[37]
- سرايا بندر الجصة [38] - تقع على بعد نصف ساعة جنوب شرق مسقط، مشروع سرايا بندر الجصة هو 600 مليون دولار.[39] يتألف المشروع من فندقين من فئة الخمس نجوم (200 مفتاح و 120 مفتاح)، و 398 فيلا ومنزل تاون هاوس ودوبلكس وشقق موزعة على خمس مناطق سكنية: الصفا، نعيم، زها، نمير ووجد.[40]